# ライオン・キング:ムファサ
『ライオン・キング：ムファサ』（原題：Mufasa: The Lion King）は、2024年のアメリカ合衆国のミュージカル・ドラマ映画。バリー・ジェンキンスが監督を務め、ジェフ・ナサンソンが脚本を担当した。ウォルト・ディズニー・ピクチャーズによって制作され、本作は1994年のアニメ映画『ライオン・キング』の2019年実写版リメイク作品の前日譚かつ続編となるフォトリアルなアニメーション映画である。ドナルド・グローヴァー、セス・ローゲン、ビリー・アイクナー、ジョン・カニ、ビヨンセ・ノウルズ＝カーターがリメイク版から続投し、新キャストとしてアーロン・ピエール、ケルヴィン・ハリソン・Jr、ティファニー・ブーン、マッツ・ミケルセン、タンディ・ニュートン、レニー・ジェームズ、アニカ・ノニ・ローズ、ブルー・アイビー・カーター（本作が映画デビュー作）が加わった。

## 概要
『ライオン・キング』の前日譚の制作は2020年9月に発表され、ジェンキンスが監督に決定し、ナサンソンが脚本の草案を完成させた。2021年8月にはピエールとハリソン・Jrが声優キャストとして発表され、その後2022年9月から2024年4月にかけてさらにキャストが追加された。2022年9月にはD23 Expoで公式タイトルが発表され、本作が正式にアナウンスされた。2023年7月、SAG-AFTRAのストライキにより制作が一時的に遅延した。なお、本作は1994年のオリジナル版および2019年リメイク版でムファサの声を担当したジェームズ・アール・ジョーンズ（2024年9月9日死去）に捧げられている。
『ライオン・キング:ムファサ』は2024年12月9日にロサンゼルスのドルビー・シアターでプレミア上映され、2024年12月20日にウォルト・ディズニー・スタジオ・モーション・ピクチャーズによってアメリカで公開された。批評家からの評価は賛否両論だったが、多くの批評家は前作より改善されたと評価している。

## ストーリー
2019年の映画『ライオン・キング』の物語の後、タンザニアのプライド・ランドを舞台に、マンドリルのラフィキが、ムファサの孫であり、シンバとナラの娘であるキアラに2頭のライオン、ムファサとタカの起源の物語を語る。物語は孤児であるムファサが、若き王子タカと出会い、タカの家族に迎え入れられるところから始まる。2頭は兄弟のように親しくなる。ミーアキャットのティモンとイボイノシシのプンバァも解説役として登場し、ユーモアを添える。

## キャスト
※括弧内は日本語吹替。
ムファサ
声 - アーロン・ピエール（尾上右近）
プライド・ランドの未来の王であり、シンバの父となるライオン。
元々は王族ではなく、乾燥した土地で両親と暮らしながら新天地・ミレーレを目指していたところを洪水の被害に遭い、両親と離れ離れになる。流れ着いたオバシの王国にて、タカに助けられ、王国へと迎え入れられる。
幼少期のムファサ
声 - ブレイリン・ランキンス（平賀晴）、ブリエル・ランキンス
タカ
声 - ケルヴィン・ハリソン・Jr（松田元太〈Travis Japan〉）
後に「スカー」として知られる、ムファサの義兄弟。エシェとオバシの息子であり、一族の未来を担う王子。
洪水で流されてきたムファサを助け、両親を説得して兄弟として迎え入れた。
幼少期のタカ
声 - セオ・ソモル（竹下天馬）
ラフィキ
声 - ジョン・カニ（駒谷昌男）
プライド・ランドのシャーマンを務める賢いマンドリルで、ムファサの親友。キアラ、ティモン、プンバァと共に彼の物語を語る。
若い頃はヒヒ達と暮らしていたが、シャーマンとしての行動を異端と見做されて追放され、ムファサ達とミレーレを目指す。
若き日のラフィキ
声 - カギソ・レディガ（松島昭浩）
プンバァ
声 - セス・ローゲン（佐藤二朗）
陽気なイボイノシシで、幼少期のシンバの友人。
ティモン
声 - ビリー・アイクナー（亜生〈ミキ〉）
ひねくれた性格のミーアキャットで、幼少期のシンバの友人。
サラビ
声 - ティファニー・ブーン（MARIA-E）
後にプライド・ランドの王妃として、シンバの母となるライオン。
元々はとある群れの王族だったが、キロス達アウトサイダーに群れを滅ぼされ、一人彷徨っていたところをムファサ達の旅に同行する。
シンバ
声 - ドナルド・グローヴァー（賀来賢人）
現在のプライド・ロックの王で、ムファサの息子。
ナラの第二子の出産が近づいた為、ラフィキ達にキアラの子守りを頼む。
キロス
声 - マッツ・ミケルセン（渡辺謙）
ホワイトライオンの一団「アウトサイダー」のリーダー。かつて実の家族から迫害された事で荒み、以降は他のライオンの王国を侵略・殲滅して領土を広げていた。
オバシの王国を侵略した際、息子シェジュをムファサに殺された事から、復讐のため彼を執拗に付け狙う。
エシェ
声 - タンディ・ニュートン（塩田朋子）
タカの母で、オバシのつれあい。
群れに加わったムファサを受け入れ、師匠として彼の才覚を磨き上げた。
オバシ
声 - レニー・ジェームズ（ふくまつ進紗）
タカの父で、一族の王。
余所者であるムファサを災いの元として受け入れず、エシェ達メスに面倒を押し付けていた。
父親としても王としてもあまり優れているとは言えず、それが息子の成長に大きく影響する事となる。
キアラ
声 - ブルー・アイヴィー・カーター（御園紬）
シンバとナラの娘で、ムファサとサラビの孫。プライド・ランドの王女となるライオンの子。
母の出産が近づいた事から留守番をする事になり、子守りとして訪れたラフィキから祖父の物語を聞かされる。
ナラ
声 - ビヨンセ・ノウルズ＝カーター（門山葉子）
シンバのつれあいで、プライド・ランドの王妃。
第二子の出産が近づいたため、プライド・ランドから離れている。
ザズー
声 - プレストン・ナイマン（越後屋コースケ）
プライド・ランドの王の侍従であるサイチョウ。
若い頃はサラビの家臣を務めていた。
アフィア
声 - アニカ・ノニ・ローズ（和音美桜）
ムファサの実の母。洪水によって息子と生き別れとなる。
マセゴ
声 - キース・デイヴィッド（吉原光夫）
ムファサの実の父。息子を洪水から救おうとして溺死する。
アクア
声 - ジョアンナ・ジョーンズ（悠木碧）
アウトサイダーに属する白いライオンで、キロスの姉妹。
アマラ
声 - フォラケ・オロワフォイェク（織部ゆかり）
アウトサイダーに属する白いライオンで、キロスのもう一人の姉妹。
ジュニア
声 - トゥソ・ムベドゥ
ラフィキの友人であるヒヒ。
仲間達がラフィキを異端と見做し追放しようとした際も、唯一彼を擁護した。
チガル
声 - アブドゥル・サリス
オバシの兄弟で、タカの叔父。偵察を務める。
サラフィナ
声 - ドミニク・ジェニングス
ナラの母であり、サラビの友人。

## 制作

### 制作
2020年9月、『ライオン・キング』（1994年）の2019年実写風CGIフォトリアルリメイク作品の続編が制作中であることが発表され、バリー・ジェンキンスが監督に起用された。本作はジェンキンスにとって4作目の監督作品であり、初めての大規模映画となる。本作のストーリーは、ムファサの若き日々に焦点を当てつつ、第1作の後日談を描くシーンも含まれ、1974年の『ゴッドファーザー PART II』に似た構造になると報じられた。この時点で、前作の脚本を手がけたジェフ・ナサンソンが脚本の草案を完成させていた。2022年のD23 Expoで、本作のタイトルが『Mufasa: The Lion King』として正式に発表された。
2023年12月13日、ハリウッド・ハンドルは、本作のプロットがラフィキが孫娘キアラにムファサの物語を語る内容であると報じた。キアラは、1998年に公開されたオリジナルアニメ映画のオリジナルビデオ『ライオン・キング2 シンバズ・プライド』以来、アニメ映画で初めて画面に登場することになる。ジェンキンスは、本作がどの程度『シンバズ・プライド』を参考にしているかについて、「公式の設定の一部が参照されている部分もあるが、厳密な意味での翻案ではない」とコメントしている。

### キャスティング
2021年8月、アーロン・ピエールとケルヴィン・ハリソン・Jrが、それぞれ若きムファサとスカーの声を担当することが発表された。2023年4月、映画『シュヴァリエ』（2022年）に関するファンダンゴ・メディアのインタビューで、ハリソン・Jrは、本作がスカーの過去を掘り下げ、彼を「ユーモラスで非常にスパイシー」なキャラクターとして描くことを明かした。また、若く純粋だったスカーとムファサの兄弟関係がどのように進化していくかについても関心を示した。2024年8月、ComicBook.comとのインタビューで、ピエールは『Rebel Ridge』（2024年）でのテリー・リッチモンド役やジェレミー・ソルニエとの仕事が、他の作品と同様に自身の演技に教訓を与えたと語り、人生経験が未来の役柄にも影響を与えると感じていると述べた。
2022年9月には、セス・ローゲン、ビリー・アイクナー、ジョン・カニが、それぞれプンバァ、ティモン、ラフィキ役を再演することが明らかになった。
2024年4月、ビヨンセ・ノウルズ＝カーターとドナルド・グローヴァーの再出演が確認され、ブルー・アイヴィー・カーター（本作が映画デビュー作）、ティファニー・ブーン、カギソ・レディガ、プレストン・ナイマン、マッツ・ミケルセン、タンディ・ニュートン、レニー・ジェームズ、アニカ・ノニ・ローズ、キース・デイヴィッド、ブレイリン・ランキンス、セオ・ソモル、フォラケ・オロワフォイェク、ジョアンナ・ジョーンズ、トゥソ・ムベドゥ、シーラ・アティム、アブドゥル・サリス、ドミニク・ジェニングスが新たにキャストに加わることが発表された。
監督のジェンキンスは、ブルー・アイヴィーをキアラ役に起用する案を、友人マシュー・A・チェリーの短編映画『ヘアー・ラブ』（2019年）のオーディオブック版で彼女の声を聞いた際に考えた。しかし、彼女と母ビヨンセが同じ作品で共演することに対して躊躇していたという。しかし、ブルー・アイヴィーとビヨンセはこの提案に熱意を示した。さらに、ビヨンセの「Renaissance World Tour」で、ブルー・アイヴィーが『The Lion King: The Gift』（2019年）の楽曲のダンサーとして参加していたことから、母娘の間に映画を通じて「タイムカプセル」のようなシナジーがあるとジェンキンスは感じた。

### 視覚効果
2022年9月、D23Expoにおいて、本作の初映像が来場者限定で上映され、制作が進行中であることが明らかになった。視覚効果は前作に引き続き、ムービング・ピクチャー・カンパニーが担当している。2023年7月、SAG-AFTRAのストライキの影響で、本作の製作が一時的に遅延した。